# Porotrichum quintasii
Porotrichum quintasii är en bladmossart som beskrevs av Brotherus 1890. Porotrichum quintasii ingår i släktet Porotrichum och familjen Neckeraceae. Inga underarter finns listade i Catalogue of Life.